# 似晴無線鰨
似晴無線鰨為輻鰭魚綱鰈形目鰨亞目舌鰨科的其中一種，為熱帶海水魚，分布於中東太平洋巴拿馬海域，棲息深度7-20公尺，體長可達7.3公分，棲息在底層水域，生活習性不明。

## 扩展阅读
維基物種上的相關：似晴無線鰨